# Campeonato caboverdiano de fútbol 2004
El Campeonato caboverdiano de fútbol 2004 es la 25ª edición desde la independencia de Cabo Verde. Empezó el 8 de mayo de 2004 y terminó el 10 de julio de 2004. El torneo lo organiza la Federación caboverdiana de fútbol (FCF).
Académico do Aeroporto es el equipo defensor del título. Un total de 11 equipos participaron en la competición, el campeón de la edición anterior y los campeones de las 11 ligas regionales. El representante de Santo Antão Sur no tomó parte de la competición.

## Equipos participantes
- Académico do Aeroporto campeón del Campeonato caboverdiano de fútbol 2003
- Sport Clube Sal Rei campeón del Campeonato regional de Boavista
- CD Nô Pintcha campeón del Campeonato regional de Brava
- Vulcânicos campeón del Campeonato regional de Fogo
- Onze Unidos; campeón del Campeonato Regional de Fútbol de Maio
- Santa Maria subcampeón del Campeonato regional de Sal
- Paulense Desportivo Clube campeón del Campeonato regional de Santo Antão Norte
- FC Ultramarina campeón del Campeonato regional de São Nicolau
- Académica do Mindelo campeón del Campeonato regional de São Vicente
- Estrelas dos Amadores campeón del Campeonato regional de Santiago Norte
- Académica da Praia campeón del Campeonato regional de Santiago Sur

### Información de los equipos
| Equipo                    | Localidad               |
| ------------------------- | ----------------------- |
| Académica do Mindelo      | Mindelo                 |
| Académica da Praia        | Praia                   |
| Académico do Aeroporto    | Espargos                |
| Estrelas dos Amadores     | Tarrafal                |
| CD Nô Pintcha             | Furna                   |
| Onze Unidos               | Vila do Maio            |
| Paulense Desportivo Clube | Paul                    |
| Sport Clube Sal Rei       | Sal Rei                 |
| Santa Maria               | Santa Maria             |
| FC Ultramarina            | Tarrafal de São Nicolau |
| Vulcânicos                | São Filipe              |

## Tabla de posiciones
Grupo A
|   | Equipo                     | PJ | PG | PE | PP | GF | GC | DG  | PTS |
| - | -------------------------- | -- | -- | -- | -- | -- | -- | --- | --- |
| 1 | Académico do Aeroporto (C) | 5  | 3  | 2  | 0  | 14 | 3  | +11 | 11  |
| 2 | Sport Clube Sal Rei (C)    | 5  | 3  | 2  | 0  | 12 | 2  | +10 | 11  |
| 3 | Académica do Mindelo       | 5  | 3  | 2  | 0  | 11 | 2  | +9  | 11  |
| 4 | CD Nô Pintcha              | 5  | 2  | 0  | 3  | 4  | 10 | -6  | 6   |
| 5 | Paulense Desportivo Clube  | 5  | 1  | 0  | 4  | 3  | 13 | -10 | 3   |
| 6 | Estrelas dos Amadores      | 5  | 0  | 0  | 5  | 1  | 15 | -14 | 0   |

Grupo B
|   | Equipo                 | PJ | PG | PE | PP | GF | GC | DG | PTS |
| - | ---------------------- | -- | -- | -- | -- | -- | -- | -- | --- |
| 1 | FC Ultramarina (C)     | 4  | 2  | 1  | 1  | 7  | 3  | +4 | 7   |
| 2 | Académica da Praia (C) | 4  | 2  | 1  | 1  | 9  | 6  | +3 | 7   |
| 3 | Onze Unidos            | 4  | 2  | 1  | 1  | 5  | 3  | +2 | 7   |
| 4 | Vulcânicos             | 4  | 1  | 2  | 1  | 7  | 8  | -1 | 5   |
| 5 | Santa Maria            | 4  | 0  | 1  | 3  | 3  | 11 | -8 | 1   |

(C) Clasificado

## Resultados
| Sal Rei           | 4 - 0 | Estrelas dos Amadores |            | 8 de mayo |
| Académica Mindelo | 1 - 1 | Académico Aeroporto   |            | 8 de mayo |
| Nô Pintcha        | 1 - 0 | Paulense              |            | 9 de mayo |
| Onze Unidos       | 0 - 0 | Ultramarina           |            | 8 de mayo |
| Vulcânicos        | 3 - 3 | Académica Praia       | 5 de Julho | 8 de mayo |

| Paulense              | 0 - 4 | Académica Mindelo | 15 de mayo |
| Académico Aeroporto   | 2 - 2 | Sal Rei           | 15 de mayo |
| Estrelas dos Amadores | 0 - 3 | Nô Pintcha        | 16 de mayo |
| Académica Praia       | 1 - 0 | Onze Unidos       | 15 de mayo |
| Santa Maria           | 1 - 1 | Vulcânicos        | 16 de mayo |

| Paulense          | 3 - 0 | Estrelas dos Amadores | 22 de mayo |
| Académica Mindelo | 0 - 0 | Sal Rei               | 22 de mayo |
| Nô Pintcha        | 0 - 3 | Académico Aeroporto   | 23 de mayo |
| Santa Maria       | 0 - 4 | Ultramarina           | 22 de mayo |
| Vulcânicos        | 1 - 3 | Onze Unidos           | 22 de mayo |

| Sal Rei               | 4 - 0 | Nô Pintcha        | 29 de mayo |
| Académico Aeroporto   | 6 - 0 | Paulense          | 29 de mayo |
| Estrelas dos Amadores | 1 - 3 | Académica Mindelo | 30 de mayo |
| Ultramarina           | 1 - 2 | Vulcânicos        | 29 de mayo |
| Académica Praia       | 4 - 1 | Santa Maria       | 29 de mayo |

| Paulense              | 0 - 2 | Sal Rei             | 5 de junio |
| Académica Mindelo     | 3 - 0 | Nô Pintcha          | 5 de junio |
| Estrelas dos Amadores | 0 - 2 | Académico Aeroporto | 5 de junio |
| Ultramarina           | 2 - 1 | Académica Praia     | 5 de junio |
| Santa Maria           | 1 - 2 | Onze Unidos         | 5 de junio |

## Fase Final
|  | Semifinales            | Semifinales            | Semifinales         | Semifinales | Semifinales |   |                    | Final              | Final | Final | Final | Final |
|  |                        |                        |                     |             |             |   |                    |                    |       |       |       |       |
|  | Académica da Praia     | Académica da Praia     | 2                   | 2           | 4           |   |                    |                    |       |       |       |       |
|  | Académico do Aeroporto | Académico do Aeroporto | 1                   | 1           | 2           |   |                    |                    |       |       |       |       |
|  |                        |                        |                     |             |             |   | Académica da Praia | Académica da Praia | 0     | 2     | 2     |       |
|  |                        | Sport Clube Sal Rei    | Sport Clube Sal Rei | 2           | 1           | 3 |                    |                    |       |       |       |       |
|  | Sport Clube Sal Rei    | Sport Clube Sal Rei    | 2                   | 1           | 3           |   |                    |                    |       |       |       |       |
|  | FC Ultramarina         | FC Ultramarina         | 1                   | 2           | 3           |   |                    |                    |       |       |       |       |

### Semifinales
| 12 de junio de 2004 | Académica da Praia | 2:1 | Académico do Aeroporto | Estadio de Várzea, Praia |  |

| 12 de junio de 2004 | Sport Clube Sal Rei | 2:1 | FC Ultramarina |  |  |

| 19 de junio de 2004 | Académico do Aeroporto | 1:2 | Académica da Praia |  |  |

| 19 de junio de 2004 | FC Ultramarina | 2:1 | Sport Clube Sal Rei |  |  |

### Final
| 26 de junio de 2004 | Académica da Praia | 0:2 | Sport Clube Sal Rei | Estadio de Várzea, Praia |  |
|                     |                    |     | Kai 37' · Ravs 83'  |                          |  |

| 10 de julio de 2004 | Sport Clube Sal Rei | 1:2 | Académica da Praia  | Estadio Municipal Arsénio Ramos, Sal Rei |  |
|                     | Ravs 68'            |     | Décio 6' · Yuri 93' |                                          |  |

| Campeón Sport Clube Sal Rei 1.o título |

## Estadísticas
- Máximo goleador: Ravs 11 goles. (SC Sal Rei)
- Mayor goleada: Académico Aeroporto 6 - 0 Paulense (29 de mayo)